# À la conquête d'un cœur

À la conquête d'un cœur (Love Comes Softly) est un téléfilm américain réalisé par Michael Landon Jr. et diffusé le 13 avril 2003 sur Hallmark Channel.
Il est suivi de À la conquête d'un cœur 2 (Love's Enduring Promise), qui continue l'aventure, mais constitue également une histoire à part entière. Les deux premiers épisodes de la série sont édités le 5 février 2013 en DVD.

## Synopsis
Pendant la conquête de l'Ouest américain, Marty, une jeune femme qui a perdu son mari, rencontre Clark, un fermier veuf. Celui-ci vit seul avec sa fille Missie. Il lui propose un mariage arrangé : il lui fournit un toit et s'engage à lui payer son billet de retour vers l'Est, sa patrie d'origine ; en contrepartie, elle devra servir de mère à Missie. Au début de l'hiver, Marty aura la joie d'apprendre qu'elle attend un enfant d'Aaron, son premier mari. La naissance du bébé, un garçon, réjouit chacun des membres de la famille. Au printemps, il est de nouveau question du départ de la jeune femme. Mais voilà qu'apparaissent des sentiments imprévus, qui viennent tout bouleverser…

## Fiche technique
- Réalisation : Michael Landon Jr.
- Scénariste : Cindy Kelley et Michael Landon Jr., basé sur les romans de Janette Oke

## Distribution
- Katherine Heigl (VF : Charlotte Marin) : Marty
- Dale Midkiff (VF : Lionel Tua) : Clark Davis
- Skye McCole Bartusiak : Missie Davis
- Corbin Bernsen : Ben Graham
- Theresa Russell : Sarah Graham
- Oliver Macready : Aaron Claridge
- Tiffany Amber Knight : Laura Graham
- Adam Loeffler : Clint Graham
- Nick Scoggin : Reverend Johnson
- Jaimz Woolvett : Wagon Train Scout
- Rutanya Alda : Wanda Marshall
- Janet Rotblatt : Woman in Wagon
- David Fine : Jed Larsen (non crédité)
- Dani Goldman : Marty jeune (non créditée)
- Sommer Knight : Funeral Woman #3 (non créditée)
- Larry Laverty : Funeral Man (non crédité)
- Christina A. Wood : Ellen Davis (non créditée)
- January Jones : Missie Davis (adulte)

## Saga
Ce téléfilm constitue l'un des épisodes d'une saga tirée des romans de Janette Oke. En voici la liste chronologique de l'histoire :
- Un amour à construire (Love Begins) : rencontre de Ellen Barlow et Clark Davis (diffusé en septembre 2011)
- Du courage et du cœur (Love's Everlasting Courage) : décès de Ellen Davis (diffusé en octobre 2011)
- À la conquête d'un cœur (Love Comes Softly) : rencontre de Marty Claridge et de Clark Davis
- À la conquête d'un cœur II (en) (Love's Enduring Promise) : rencontre de Missie et de Willie LaHaye
- Le Voyage d'une vie (en) (Love's Long Journey) : installation de Missie et de Willie dans l'Ouest
- Le Roman d'une vie (en) (Love's Abiding Joy) : décès de la petite fille du couple et visite de Clark
- Le Bonheur d'être aimé (en) (Love's Unending Legacy) : remariage de Missie avec Zach Tyler après le décès de Willie
- Tant d'amour à donner (en) (Love's Unfolding Dream) : combat de la fille adoptive de Missie, Belinda, pour devenir médecin
- Le Cœur à l'épreuve (en) (Love Takes Wing) : remariage de Belinda après le décès de son premier mari
- Les Chemins de l'espérance (en) (Love Finds a Home) : combat de Belinda pour faire évoluer les pratiques médicales
- Noël au Far West (Love's Christmas Journey) (place dans la liste ci-dessus à définir)